# Уриль
Ури́ль (каз. Өріл) — село у складі Катон-Карагайського району Східноказахстанської області Казахстану. Адміністративний центр Урильського сільського округу.
Населення — 1017 осіб (2021; 1334 у 2009, 2008 у 1999, 2256 у 1989).
Національний склад станом на 1989 рік:
- казахи — 100 %